# Paul Avrich
Paul Avrich (* 4. August 1931 in New York City; † 17. Februar 2006 ebenda) war ein US-amerikanischer Historiker, der sich auf die Geschichte des Anarchismus spezialisiert hatte.

## Leben
Avrich, der aus einer jüdischen Familie stammte, diente während des Korea-Krieges in der United States Air Force, die ihn zur Syracuse University schickte, um Russisch zu lernen. Danach arbeitete er für den amerikanischen Geheimdienst in der Bundesrepublik Deutschland, wo er die Aufgabe hatte, Informationen über die in Europa stationierte sowjetische Luftwaffe zu sammeln. Die im Kalten Krieg erworbenen Sprachkenntnisse ermöglichten es ihm, sich während des Studiums für die russische Geschichte zu spezialisieren.
Avrich studierte zunächst an der Cornell University und wurde 1961 an der Columbia University in New York mit einer Arbeit über die Fabrikkomitees in der Russischen Revolution promoviert. Von 1961 bis 1999 lehrte er als Professor am Queens College in New York. Avrich galt als einer der besten Kenner der Geschichte des russischen und amerikanischen Anarchismus, einer Bewegung, für die er selber große Sympathie hegte. Er starb 2006 an der Alzheimer-Krankheit.

## Schriften
- The Russian Anarchists. Princeton University Press, Princeton, N.J. 1967 (Übersetzungen in die französische, japanische, spanische und italienische Sprache)
- Kronstadt 1921. Princeton University Press, Princeton, N.J. 1970 (Übersetzungen in die französische, spanische und tschechische Sprache)
- Russian Rebels 1600–1800. Schocken Books, N. Y. 1972
- The Anarchists in the Russian Revolution. Cornell University Press, N. Y. 1973 (Übersetzung ins Italienische)
- An American Anarchist. The Life of Voltairine de Cleyre. Princeton University Press, Princeton, N.J. 1978
- Modern School Movement. Anarchism and Education in the United States. Princeton University Press, Princeton, N.J. 1980
- Haymarket Tragedy. Princeton University Press, 1984
- Anarchist Portraits. Princeton University Press, Princeton, N.J. 1988.
- Sacco and Vanzetti. The Anarchist Background. Princeton University Press, Princeton, N.J. 1991.
- Anarchist Voices. An Oral History of Anarchism in America. Princeton University Press, Princeton, N.J. 1995